# Bad Dürkheim

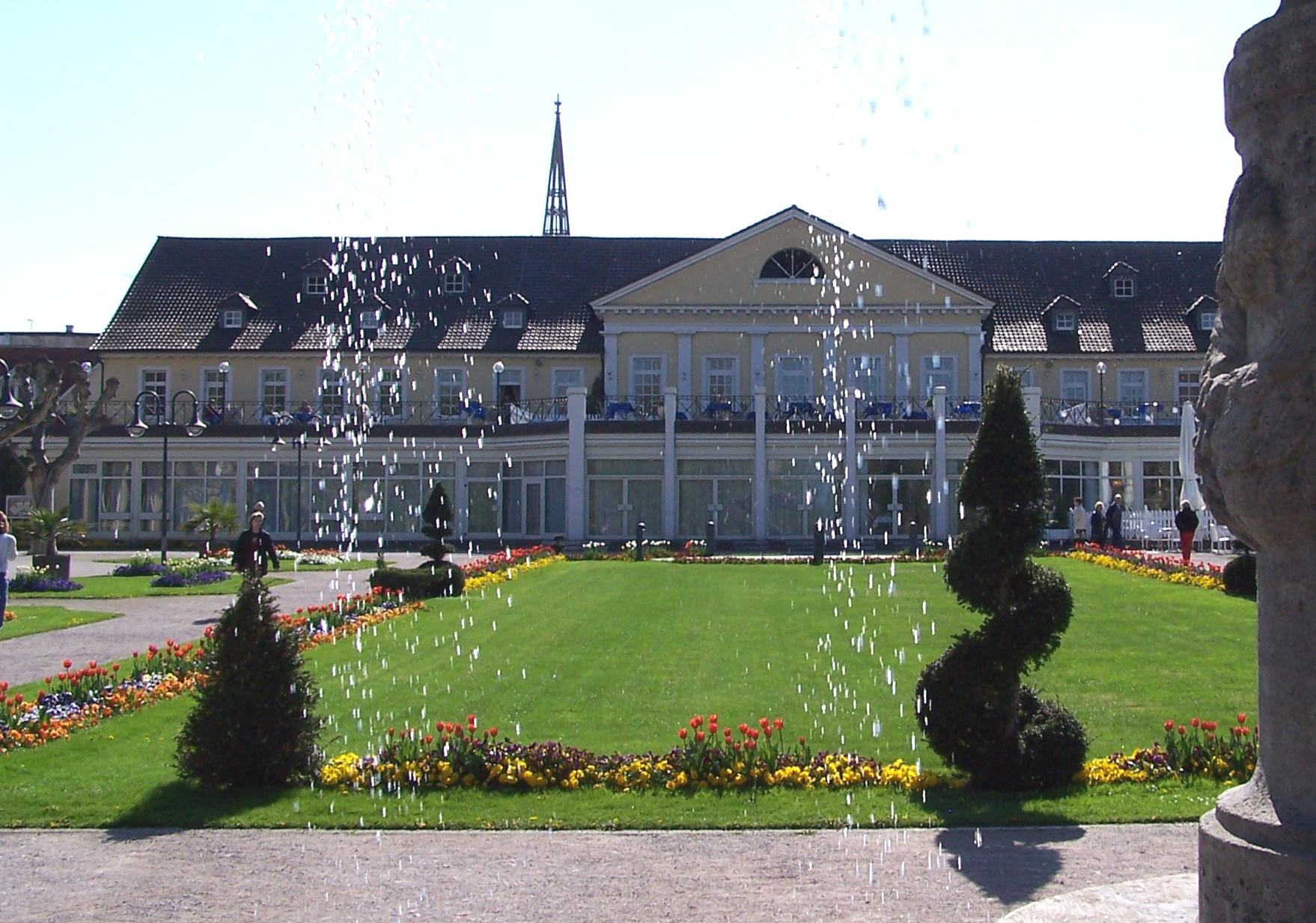
Bad Dürkheim

Bad Dürkheim este un oraș din landul Renania-Palatinat, Germania.